# 備蓄品
備蓄品（びちくひん）とは、将来の事案について事前に備えておく用品のことである。
日本では過去の経験を活かし、石油、液化石油ガス（LPG）・調味料・水・食糧品（米）など、多くの備蓄品を政府や企業が備えている。
また近年では、防災用の防災用品・防災備蓄用品・災害対策用品と呼ばれているが、一般的には備蓄品としてされている。

## 備蓄品目
現代の日本国内で積極的な備蓄意識が広がったのは、1973年（昭和48年）のオイルショックと、1995年（平成7年）に起きた阪神・淡路大震災が日本国民に与えた衝撃が発端になったと言われている。
オイルショックの事案ついては国際的な紛争由来、阪神・淡路大震災の事案については自然災害由来である。

### 石油、液化石油ガス（LPG）
石油備蓄（せきゆびちく）とは、オイルショックに代表される石油の急激な価格変動や戦争などによる石油需給量の変化に備えて石油を備蓄すること。民間企業がリスク分散の一環として行うこともあるが、国の運命を左右しかねない貴重な物資という観点から、国家自身が戦略的に大規模な施設を建設して行うことが多い。
液化石油ガスとは、ブタン・プロパンなどを主成分とし、圧縮することにより常温で容易に液化できるガス燃料（気体状の燃料）の一種である。一般にはプロパンガスと呼ばれ災害時に強いエネルギーとも言われているが、被災地の一部では火災などでの火種の一つともなりえる危険性はある。

### 調味料
原価高騰や資材調達の効率化を図るため調味料の備蓄も行われている。一番有名なのは塩備蓄（しおびちく）で、全国の生産工場で一時的な問題が発生した場合に備えて行っていたが、2010年（平成22年）に事業仕分けで削減され、後に工業向けで塩不足となり重要性を再認識した品目である。

### 水（日本のダム）
水備蓄（みずびちく）は、日本国内に建設されたダムによって行われている。主な目的は、治水・利水である。
こちらも、前項と同じく2009年（平成21年）に事業仕分けの一環として事業中止を明言されていたが、首都圏の水確保の重要性を利根川流域6都県の知事が訴え続け、2011年（平成23年）には事業中止を撤回し建設再開が決定している。

### 食糧品
備蓄食糧（びちくしょくりょう）とは、凶作・天災・疫病などが発生した時に備えて、政府・自治体・企業が購入し保管する食糧品である。
政府が一般的に購入するのは、日常的な購入価格や物量を安定させる目的である。
また、全国自治体や企業が購入するのは、主に災害時を想定した品目となる。（主に長期保存水、アルファ化米、乾パン、粉ミルクが選定されている）